# Jethro Pugh
Jethro Pugh (ur. 3 lipca 1944 w Windsorze, zm. 7 stycznia 2015) – amerykański futbolista.
W latach 1965−1978 występował w NFL w barwach Dallas Cowboys. Zagrał w 183 spotkaniach.